# Primer ministro de Haití
El primer ministro de Haití es el jefe de gobierno de Haití. El primer ministro es nombrado por el presidente y ratificado por el Parlamento. Este designa a los ministros y secretarios de Estado y se dirige ante el Parlamento para obtener un voto de confianza por su declaración de política general. El primer ministro hace cumplir las leyes y junto con el presidente, es responsable de la defensa nacional.
El cargo de primer ministro de Haití surgió en 1988.

## Lista
| Partido político |
| --- |
| Independiente Inite Movimiento Democrático Alianza Democrática Fanmi Lavalas Lespwa Agrupación de Demócratas Nacionales Progresistas Organización del Pueblo en Lucha Respuesta Campesina Partido Haitiano Tèt Kale |

| No.                          | No.                 | Nombre (Nacimiento-Muerte) | Nombre (Nacimiento-Muerte)             | Período                  | Período                                    | Partido                               | Presidente (Período) | Presidente (Período)               |
| ---------------------------- | ------------------- | -------------------------- | -------------------------------------- | ------------------------ | ------------------------------------------ | ------------------------------------- | -------------------- | ---------------------------------- |
|                              | 1                   |                            | Martial Célestin (1913-2011) Derrocado | 7 de febrero de 1988     | 20 de junio de 1988                        | Independiente                         |                      | Leslie Manigat (1988)              |
| Cargo abolido de 1988 a 1991 |                     |                            |                                        |                          |                                            |                                       |                      |                                    |
|                              | 2                   |                            | René Préval (1943-2017) Derrocado      | 13 de febrero de 1991    | 11 de octubre de 1991                      | Organización del Pueblo en Lucha      |                      | Jean-Bertrand Aristide (1991)      |
|                              | 3                   |                            | Jean-Jacques Honorat (1931-2023)       | 11 de octubre de 1991    | 19 de junio de 1992                        | Independiente                         |                      | Joseph Nérette (1991-1992)         |
|                              | 4                   |                            | Marc Bazin (1932-2010)                 | 19 de junio de 1992      | 30 de agosto de 1993                       | Movimiento por la Democracia en Haití |                      | Marc Bazin (1992-1993)             |
|                              | 5                   |                            | Robert Malval (1943-)                  | 30 de agosto de 1993     | 8 de noviembre de 1994                     | Independiente                         |                      | Émile Jonassaint (1993-1994)       |
|                              | 6                   |                            | Smarck Michel (1937-2012)              | 8 de noviembre de 1994   | 7 de noviembre de 1995                     | Organización del Pueblo en Lucha      |                      | Jean-Bertrand Aristide (1994-1996) |
|                              | 7                   |                            | Claudette Werleigh (1946-)             | 7 de noviembre de 1995   | 27 de febrero de 1996                      | Organización del Pueblo en Lucha      |                      | Jean-Bertrand Aristide (1994-1996) |
|                              | 8                   |                            | Rosny Smarth (1940-2025)               | 27 de febrero de 1996    | 20 de octubre de 1997                      | Organización del Pueblo en Lucha      |                      | René Préval (1996-2001)            |
| Vacante de 1997 a 1999       |                     |                            |                                        |                          |                                            |                                       |                      | René Préval (1996-2001)            |
|                              | 9                   |                            | Jacques-Édouard Alexis (1947-)         | 26 de marzo de 1999      | 2 de marzo de 2001                         | Fanmi Lavalas                         |                      | René Préval (1996-2001)            |
|                              | 10                  |                            | Jean Marie Chérestal (1947-)           | 2 de marzo de 2001       | 15 de marzo de 2002                        | Fanmi Lavalas                         |                      | Jean-Bertrand Aristide (2001-2004) |
|                              | 11                  |                            | Yvon Neptune (1946-) Derrocado         | 15 de marzo de 2002      | 12 de marzo de 2004                        | Fanmi Lavalas                         |                      | Jean-Bertrand Aristide (2001-2004) |
|                              | 12                  |                            | Gérard Latortue (1934-2023)            | 12 de marzo de 2004      | 9 de junio de 2006                         | Independiente                         |                      | Boniface Alexandre (2004-2006)     |
|                              | (9)                 |                            | Jacques-Édouard Alexis (1947-)         | 9 de junio de 2006       | 5 de septiembre de 2008                    | Lespwa                                |                      | René Préval (2006-2011)            |
|                              | 13                  |                            | Michèle Pierre-Louis (1947-)           | 5 de septiembre de 2008  | 11 de noviembre de 2009                    | Independiente                         |                      | René Préval (2006-2011)            |
|                              | 14                  |                            | Jean-Max Bellerive (1958-)             | 11 de noviembre de 2009  | 18 de octubre de 2011                      | Lespwa                                |                      | René Préval (2006-2011)            |
|                              | 15                  |                            | Garry Conille (1966-)                  | 18 de octubre de 2011    | 16 de mayo de 2012                         | Independiente                         |                      | Michel Martelly (2011-2016)        |
|                              | 16                  |                            | Laurent Lamothe (1972-)                | 16 de mayo de 2012       | 20 de diciembre de 2014                    | Independiente                         |                      | Michel Martelly (2011-2016)        |
|                              | -                   |                            | Florence Duperval Guillaume Interina   | 20 de diciembre de 2014  | 16 de enero de 2015                        | Independiente                         |                      | Michel Martelly (2011-2016)        |
|                              | 17                  |                            | Evans Paul (1955-)                     | 16 de enero de 2015      | 26 de febrero de 2016                      | Alianza Democrática                   |                      | Michel Martelly (2011-2016)        |
|                              | 18                  |                            | Fritz-Alphonse Jean (1956-)            | 26 de febrero de 2016    | 28 de marzo de 2016                        | Inite                                 |                      | Jocelerme Privert (2016-2017)      |
|                              | 19                  |                            | Enex Jean-Charles (1960-)              | 28 de marzo de 2016      | 21 de marzo de 2017                        | Independiente                         |                      | Jocelerme Privert (2016-2017)      |
|                              | 20                  |                            | Jack Guy Lafontant (1961-)             | 21 de marzo de 2017      | 17 de septiembre de 2018                   | Movimiento Democrático                |                      | Jovenel Moïse (2017-2021)          |
|                              | 21                  |                            | Jean-Henry Céant (1956-)               | 17 de septiembre de 2018 | 21 de marzo de 2019                        | Independiente                         |                      | Jovenel Moïse (2017-2021)          |
|                              | -                   |                            | Jean-Michel Lapin Interino             | 21 de marzo de 2019      | 4 de marzo de 2020                         | Independiente                         |                      | Jovenel Moïse (2017-2021)          |
|                              | 22                  |                            | Joseph Jouthe (1961-)                  | 4 de marzo de 2020       | 14 de abril de 2021                        | Independiente                         |                      | Jovenel Moïse (2017-2021)          |
|                              | -                   |                            | Claude Joseph Interino                 | 14 de abril de 2021      | 20 de julio de 2021                        | Independiente                         |                      | Jovenel Moïse (2017-2021)          |
|                              | 23                  |                            | Ariel Henry (1949-)                    | 20 de julio de 2021      | 24 de abril de 2024                        | Inite                                 |                      | Ariel Henry (2021-2024)            |
|                              | -                   |                            | Michel Patrick Boisvert Interino       | 25 de febrero de 2024    | 24 de abril de 2024                        | Independiente                         |                      | Ariel Henry (2021-2024)            |
| -                            | 25 de abril de 2024 | 3 de junio de 2024         | Michel Patrick Boisvert Interino       |                          | Consejo Presidencial de Transición (2024-) | Independiente                         |                      |                                    |
|                              | (15)                |                            | Garry Conille (1966-)                  | 3 de junio de 2024       | Consejo Presidencial de Transición (2024-) | 10 de noviembre de 2024               | Independiente        |                                    |
|                              | -                   |                            | Alix Didier Fils-Aimé Interino         | 10 de noviembre de 2024  | Consejo Presidencial de Transición (2024-) | En el cargo                           | Independiente        |                                    |